# Gare de Saint-Nicolas-des-Eaux
Pour les articles homonymes, voir Gare de Saint-Nicolas (homonymie).
La gare de Saint-Nicolas-des-Eaux est une gare ferroviaire française de la ligne d'Auray à Pontivy, située au village de Saint-Nicolas-des-Eaux sur le territoire de la commune de Pluméliau, dans le département du Morbihan en région Bretagne.
Elle est mise en service en 1864 par la Compagnie du chemin de fer de Paris à Orléans (PO). Le service des voyageurs est fermé en 1949 et le service des marchandises vers la fin du XXe siècle. Elle est réouverte depuis 2021 comme halte pour le train touristique.
Cette ancienne gare, située sur une ligne en service dispose d'une deuxième voie opérationnelle, équipée d'une aiguille et d'un butoir.

## Situation ferroviaire
Établie à 47 mètres d'altitude, la gare de Saint-Nicolas-des-Eaux est située au point kilométrique (PK) 624,920 de la ligne de Savenay à Landerneau, entre les gares de Saint-Rivalain (fermée) et de Pontivy.
Elle dispose d'une voie de service, avec une aiguille et un butoir, utilisée notamment pour le stationnement du matériel roulant destiné à l'entretien de la voie (voir photographies).

## Histoire
La station de Saint-Nicolas-des-Eaux est mise en service le 19 septembre 1864 Compagnie du chemin de fer de Paris à Orléans (PO), lorsqu'elle ouvre à l'exploitation sa ligne d'Auray à Pontivy, embranchement de la ligne de Savenay à Landerneau. 

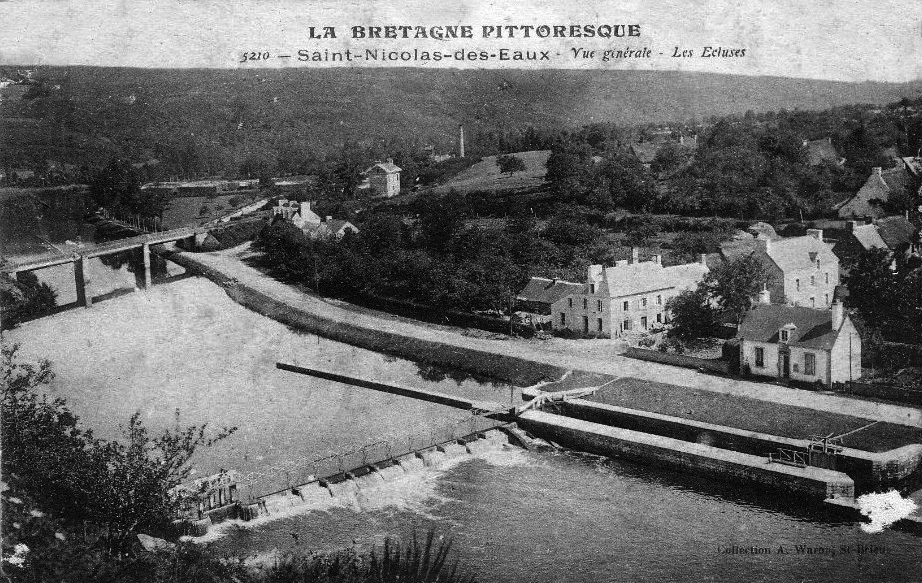
Le site et la gare vers 1900 : à gauche le viaduc ferroviaire sur le Blavet et au centre le haut bâtiment voyageurs.

C'est une gare de 3e catégorie qui dispose d'un bâtiment voyageurs à trois ouvertures et un étage sous une toiture à deux longs pans avec pignon couvert. C'est un modèle type des lignes du sud Bretagne de la compagnie avec une alternance de bandes en briques rouges alternant avec des bandes blanches en tuffeau. Elle est édifiée sur un terrain acheté à M. Le Tohic le 20 avril 1864 et comprend également une remise.
En 1884, le Conseil général émet un vœu pour que soit réalisée la construction du chemin projeté conduisant de la gare au chemin de grande communication no 1, qui mène de Pénestin à Roudouallec.
Le 18 avril 1898, le Comte de Lambily demande d'urgence l'établissement d'une bascule pour pouvoir tarer et peser les wagons ce qui est indispensable pour que les cultivateurs et commerçants puissent connaitre le poids exact des marchandises qu'ils amènent à la gare. Le Conseil adopte l'urgence de ce vœu. Il est transmis le 18 mai 1898 au directeur de la Compagnie du PO.
En 1912, la Compagnie du PO fournit au Conseil général un tableau des « recettes au départ » de ses gares du département, la station de Saint-Nicolas-des-Eaux totalise 47 023 francs, ce qui la situe à la 14e place sur les 30 gares ou stations.
Le 2 octobre 1949, le trafic des voyageurs est officiellement transféré sur la route ce qui entraine la fermeture de la gare à ce service.
En 1989, le trafic marchandises de la gare est de 200 tonnes.
Elle est fermée au service des marchandises à la fin du XXe siècle.

## Service des voyageurs
Gare fermée sur une ligne fermée au trafic voyageurs.

## Patrimoine ferroviaire
L'ancien bâtiment voyageurs a été détruit, mais il reste l'ancienne halle à marchandises qui est devenue une habitation privée.

## Galerie de photographies

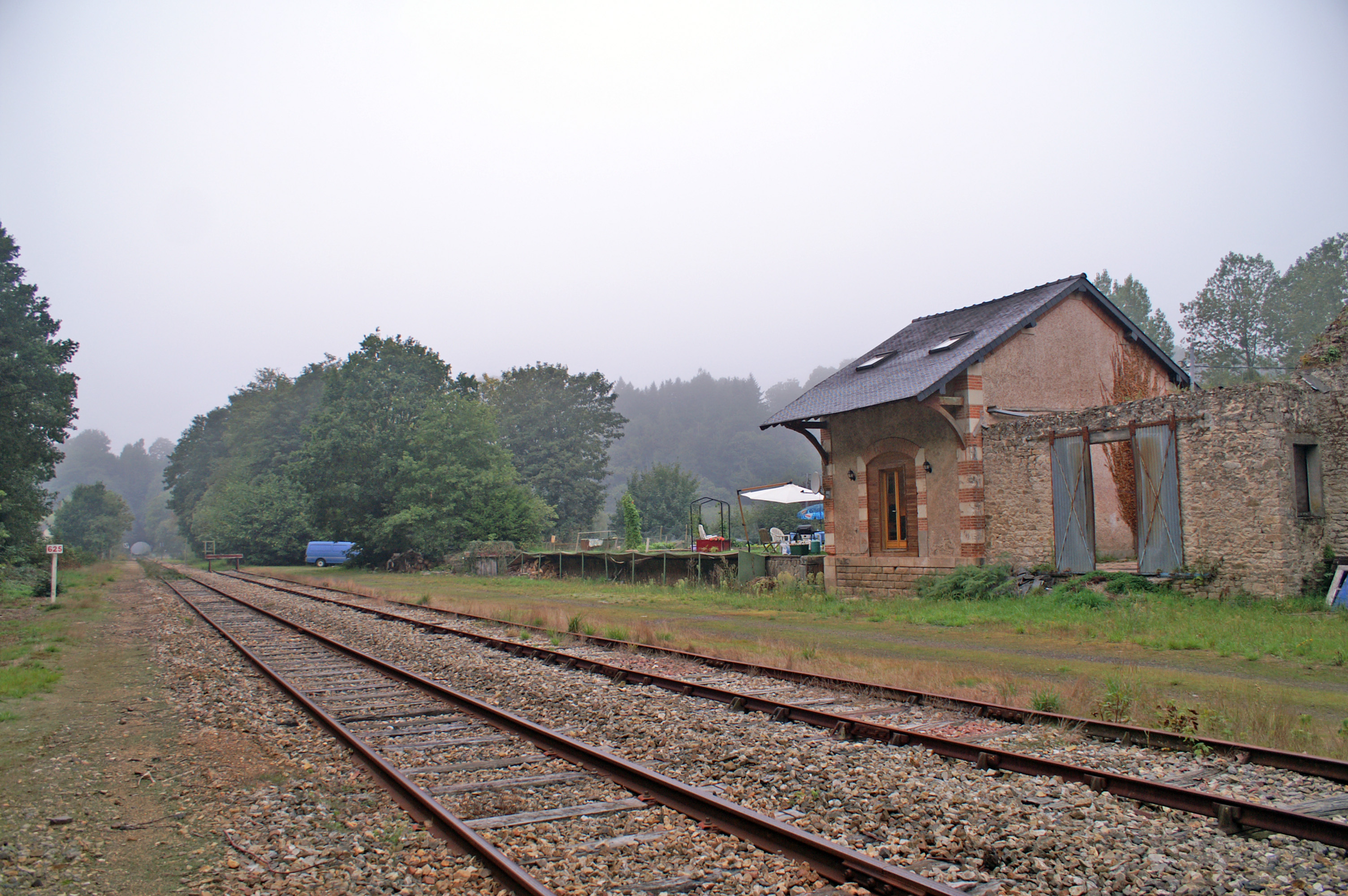
Les voies et l'ancienne halle.
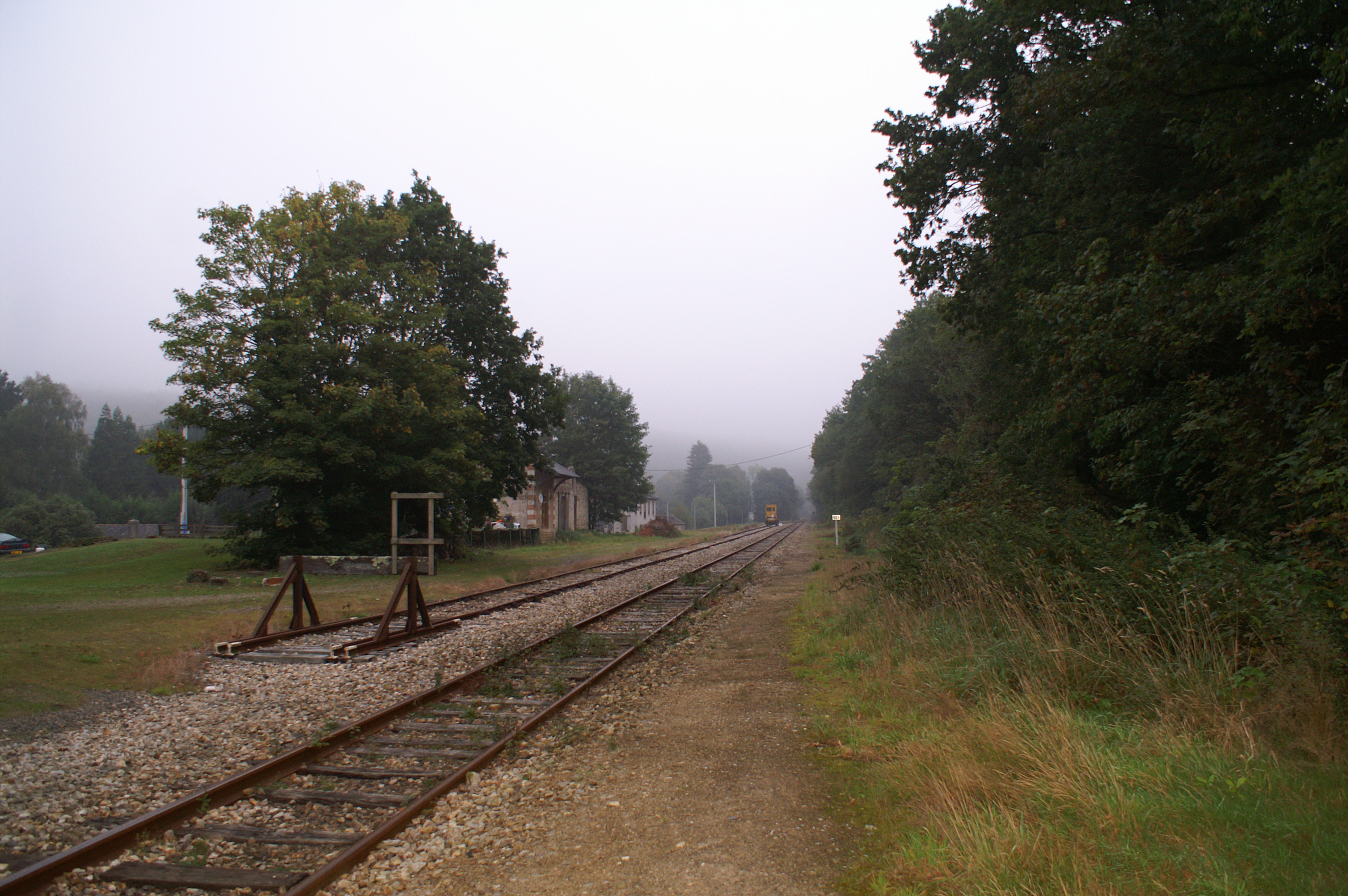
Le butoir et la halle.
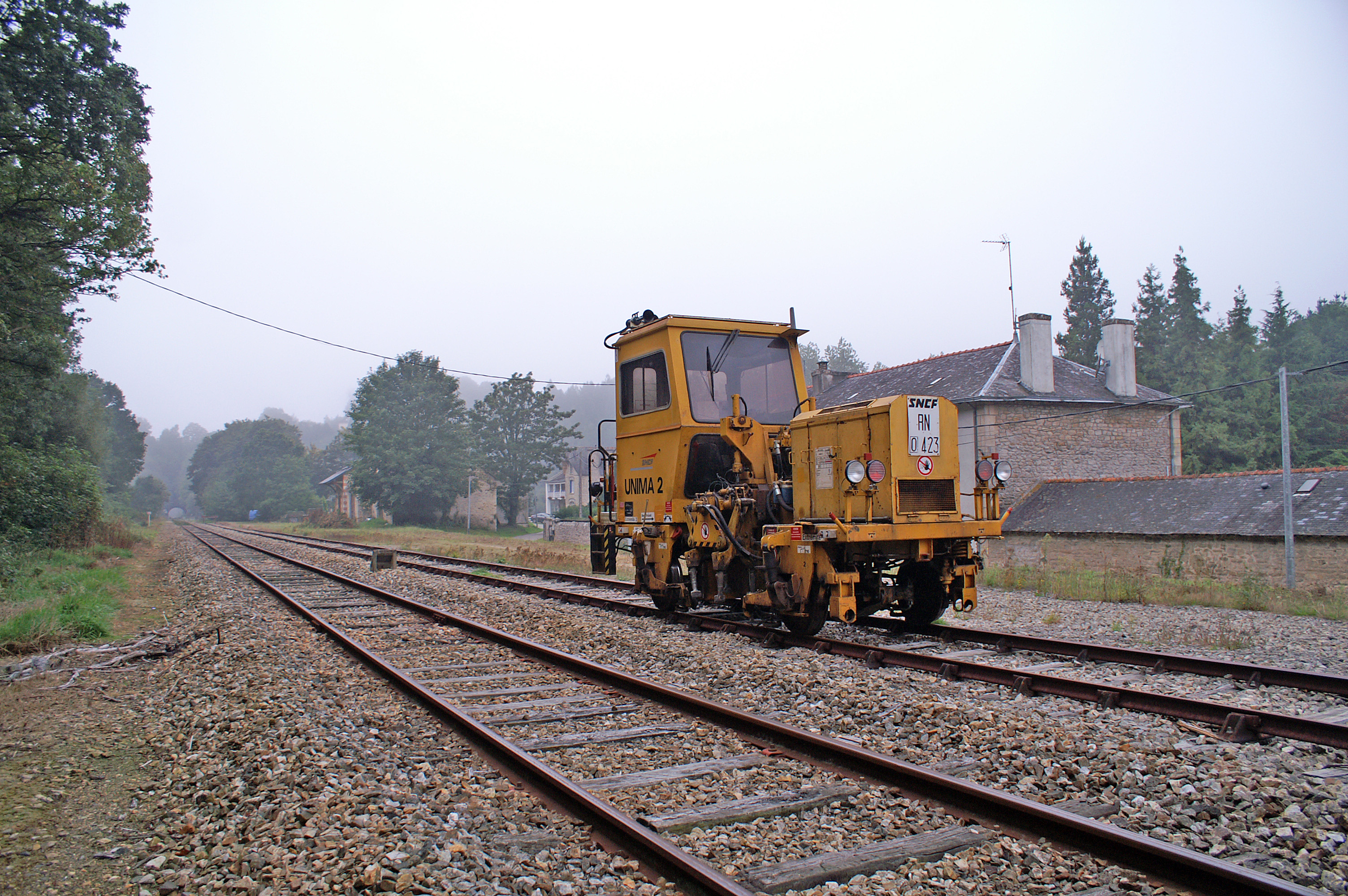
Un engin d'entretien sur la voie de service.